# Milan Bandić
Milan Bandić (ur. 22 listopada 1955 w Grude, zm. 28 lutego 2021 w Zagrzebiu) – chorwacki polityk i samorządowiec, burmistrz Zagrzebia w latach 2000–2002 oraz 2005–2021. Kandydat w wyborach prezydenckich w grudniu 2009.

## Życiorys

### Młodość i wykształcenie
Milan Bandić urodził się w 1955 w Grude w ówczesnej SFR Jugosławii (obecnie Bośnia i Hercegowina). Jego ojcem był Jozo Bandić, a matką Blagica Bandić z domu Tomić. Był ich drugim dzieckiem, razem ze starszym bratem Drago oraz młodszą siostrą Tonką. Głównym źródłem dochodów rodziny była uprawa tytoniu. Ukończył szkołę podstawową oraz średnią w Grude.
W 1974 przeniósł się do Zagrzebia, gdzie rozpoczął naukę na Wydziale Nauk Politycznych Uniwersytetu w Zagrzebiu. W czasie studiów pracował jako murarz i malarz. W tym okresie poznał i poślubił swoją przyszłą żonę, Vesnę, z którą ma córkę Anę-Mariję. W 1996 rozwiódł się. Po ukończeniu studiów odbył służbę wojskową.

### Działalność do 2009

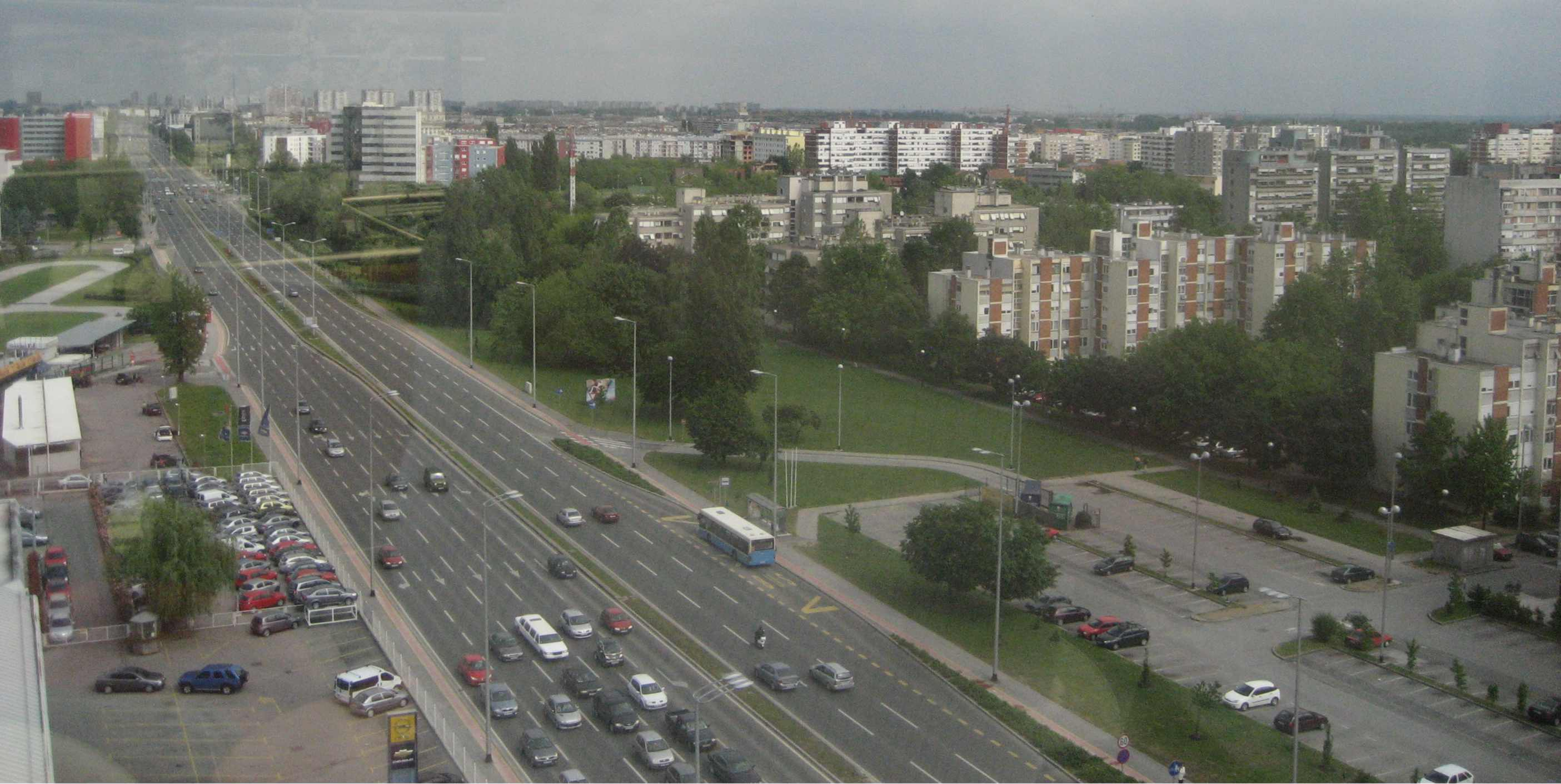
Odnowiona aleja Zagrzebska w Zagrzebiu

W latach 1980–1983 pracował w firmie Ledu produkującej mrożonki. W drugiej połowie lat 80. wstąpił do Związku Komunistów Chorwacji. W latach 1988–1989 był członkiem rady Peščenicy, jednej z dzielnic Zagrzebia. Na początku lat 90. wstąpił do Socjaldemokratycznej Partii Chorwacji. W 1997 został jej przewodniczącym w stolicy. W latach 1995–2000 wchodził w skład rady miejskiej Zagrzebia.
31 maja 2000 został wybrany na burmistrza Zagrzebia, 2 czerwca 2000 objął ten urząd. 20 czerwca 2001, w czasie regularnych wyborów lokalnych, uzyskał reelekcję na to stanowisko. W styczniu 2002 Milan Bandić spowodował kolizję drogową, znajdując się pod wpływem alkoholu. W celu uniknięcia konsekwencji miał próbować przekupić i zastraszyć oficera policji, który zatrzymał jego samochód. Policjant nie wziął łapówki, a cała sprawa została nagłośniona przez media. W rezultacie pod naciskiem partii i opinii społecznej Milan Bandić zrezygnował z funkcji burmistrza. 4 kwietnia 2002 objął stanowisko zastępcy burmistrza miasta, którym została Vlasta Pavić.
3 lipca 2003 doznał niewielkiego udaru mózgu, który lekarze określili jako skurcz naczyń krwionośnych w oponie twardej. Został hospitalizowany na kilka tygodni, a następnie skierowany na rehabilitację do miejscowości Krapinske Toplice. 1 września 2003 powrócił do obowiązków w stołecznym ratuszu.
W wyborach lokalnych z 15 maja 2005 ponownie był kandydatem SDP na stanowisko burmistrza Zagrzebia. SDP z wynikiem 41% głosów wygrała wybory i 14 czerwca 2005 Milan Bandić ponownie objął stanowisko burmistrza. W kwietniu 2007, po śmierci lidera Socjaldemokratycznej Partii Chorwacji, Ivicy Račana, postanowił ubiegać się o przywództwo w partii. 2 czerwca 2007 przegrał jednak z Zoranem Milanoviciem.
W wyborach lokalnych z 17 maja 2009 uzyskał po raz kolejny reelekcję na stanowisko burmistrza. W drugiej turze głosowania pokonał Josipa Kregara, zdobywając prawie 62% głosów. W trakcie urzędowania Milana Bandicia jako burmistrza Zagrzebia przeprowadzono projekt odnowy alei Zagrzebskiej (Zagrebačka), jednej z głównych arterii w mieście. Za jego rządów w 2007 zbudowano nadto most Domovinski nad Sawą, a w 2008 oddano do użytku Arenę Zagreb, która rok później gościła Mistrzostwa Świata w Piłce Ręcznej. Rozpoczęto także projektowanie planów linii metra.

### Działalność od 2009

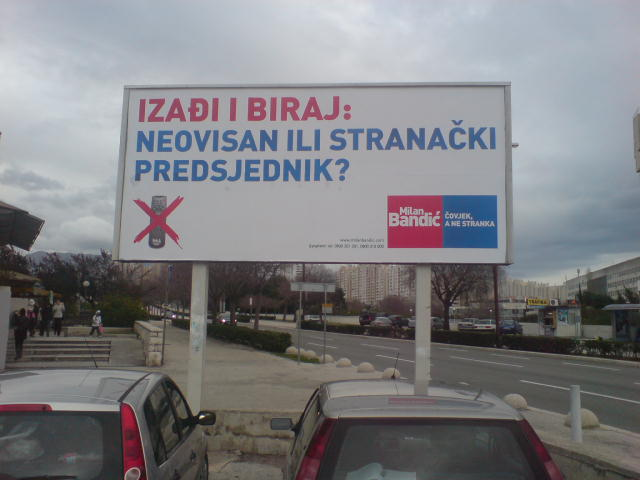
Plakat wyborczy Milana Bandicia (styczeń 2010)

5 listopada 2009 Milan Bandić ogłosił swój start w zaplanowanych za grudzień tegoż roku wyborach prezydenckich jako kandydat niezależny. W rezultacie został automatycznie wydalony z Socjaldemokratycznej Partii Chorwacji i utracił stanowisko jej lidera w stolicy.
W czasie kampanii wyborczej, która rozpoczęła się w listopadzie 2009, podkreślał swoje osiągnięcia jako burmistrz stolicy. Stwierdził, że „gotów jest pracować jak koń” dla swojego kraju. Zobowiązał się także do wspierania członkostwa Chorwacji w Unii Europejskiej. W I turze wyborów prezydenckich z 27 grudnia 2009 zdobył 14,5% głosów poparcia, zajmując drugie miejsce (pierwszy był kandydat lewicy Ivo Josipović, który uzyskał 32,4% głosów). Sondaże wyborcze przed II turą głosowania wskazywały na zwycięstwo kontrkandydata. Milan Bandić zdobywał w nich 38–45% poparcia, a konkurent otrzymywał 52–55% poparcia. Jawił się jako polityk bardziej radykalny, uwikłany dodatkowo w afery korupcyjne, któremu media zarzucały prowadzenie populistycznej polityki. Zdołał jednak uzyskać poparcie kleru i konserwatywnego elektoratu. W II turze wyborów z 10 stycznia 2010 zdobył 39,7% głosów poparcia, przegrywając z kandydatem lewicy – Ivo Josipović dostał 60,3% głosów.
W wyborach samorządowych w 2013 Milan Bandić ponownie został wybrany na urząd burmistrza. Jego głównym konkurentem był tym razem socjaldemokratyczny minister zdrowia Rajko Ostojić. W drugiej turze głosowania ubiegający się o reelekcję polityk dostał ponad 65% głosów. W październiku 2014 został tymczasowo aresztowany w związku z zarzutami korupcyjnymi. Został zwolniony w kwietniu 2015, powracając do pełnienia obowiązków burmistrza.
Również w 2015 założył własne ugrupowanie polityczne o nazwie Milan Bandić 365 – Partia Pracy i Solidarności. W wyborach parlamentarnych w tym samym roku koalicja skupiona wokół jego partii uzyskała dwa mandaty w Zgromadzeniu Chorwackim VIII kadencji, z których jeden przypadł Milanowi Bandiciowi, którego jednak nie objął. Również dwa mandaty poselskie przypadły nowej koalicji burmistrza Belgradu (w tym jeden dla niego samego), która brała udział w przedterminowych wyborach w 2016.
W 2017 polityk ponownie został wybrany na stanowisko burmistrza, pokonując w drugiej turze Ankę Mrak-Taritaš. Zmarł na kilka miesięcy przed końcem kadencji na atak serca.

## Odznaczenia
- Order Przyjaźni (Rosja, 2018)[29]